# 帕劳LGBT权益
女同性恋，男同性恋，双性恋和跨性别（LGBT）人群在帕劳面临着许多法律和社会方面的挑战。自2014年7月23日新的《刑法》生效后，同性性行为在帕劳合法化。在过去，男性之间的同性性行为是违法的，可判处十年徒刑；然而，女性之间的同性性行为是合法的。2011年10月1日，该岛政府承诺同性性行为全面非刑罪化。
帕劳的宪法将婚姻定义为男女之间。帕劳在2008年制定了同性婚姻禁令。这项禁令是2008年11月4日公民投票通过的22项修正案之一。
同性伴侣公开感情可能会被冒犯。

## 概况
| 同性性行为合法                                       | （自2014年）             |
| 同意年龄平等                                         | （自2014年）             |
| 反就业歧视法律                                       | 否                       |
| 提供商品和服务的反歧视法律                           | 否                       |
| 在所有其他领域的反歧视法律（包括间接歧视，仇恨言论） | 否                       |
| 同性婚姻                                             | （自2008年以来宪法禁止） |
| 同性伴侣关系                                         | 否                       |
| 同性伴侣收养继子女                                   | 否                       |
| 同性伴侣联合收养                                     | 否                       |
| 同性恋军人允许公开服役                               | 没有军队                 |
| 有权改变法律性别                                     | 否                       |
| 女同性恋试管婴儿                                     | 否                       |
| 男同性恋情侣商业代孕                                 | 否                       |
| 男男性接触人群（MSM）允许献血                        | 否                       |